# Claytronica
La Claytronica è una scienza applicata recente che si occupa dello studio e della creazione di nanorobot e assemblatori molecolari detti càtomi (dalla crasi di «claytronica» e «atomi»), per creare oggetti di scala macroscopica.
Il nome deriva dalla contrazione di «clay animation», una tecnica cinematografica che letteralmente significa modellazione della creta, ed «elettronica».
Gli studi di Claytronica sono molto sviluppati alla Carnegie Mellon University di Pittsburgh nel progetto Synthetic Reality (Realtà sintetica).
I catomi sono i mattoni mediante il quale si potrebbe creare un oggetto da zero con del materiale e le informazioni su di esso.
I catomi più piccoli realizzati finora sono di 44 millimetri.

## Applicazioni
Attualmente si possono pensare a svariate applicazioni in campo militare, civile, medico e commerciale.